# Le Mélomane
Le Mélomane er en fransk stumfilm fra 1903 af Georges Méliès.